# Владимир Маяковски
Владимир Владимирович Маяковски (19 юли 1893 – 14 април 1930) е руски поет, един от основателите на футуризма в Русия.

## Биография
Роден е в днешна Грузия (родното му градче Багдати се нарича гр. Маяковски от 1940 до 1990 г.). След смъртта на бащата, лесничей и дребен дворянин с украински произход, семейството се премества в Москва. По-късно Маяковски сам се определя като грузинец и пише за себе си: Баща ми беше казак, майка ми - украинка. Първи език - грузински. Така да се каже, между три култури.
В Москва Маяковски постъпва в болшевишката фракция на Руската социалдемократическа партия, РСДРП(б) през 1908 г. Година по-късно е арестуван за подривна дейност. В затвора прописва поезия.
През 1911 г. започва да учи в Московското училище по живопис, скулптура и архитектура. През 1912 г. влиза в групата на кубофутуристите – изявите му с тях водят до изключване от училището. По това време се сближава с критика Осип Брик, става любовник на жена му Лиля Брик и тримата живеят заедно от 1918 до 1925 година. След Октомврийската революция през 1917 г. става изтъкнат представител на социалистическата литература, публикува, пътува, издава литературни списания.
Самоубива се на 36 години.

## Произведения
- Владимир Маяковский: трагедия, 1914
- Облако в штанах („Облак в гащи“), 1915
- Флейта позвоночник („Флейтата гръбнак“), 1916
- Простое как мычание („Просто като мучене“), 1916
- Война и мир („Война и свят“), 1916
- Человек („Човекът“), 1918
- Ода революции („Ода за революцията“), 1918
- Мистерия-буфф („Мистерия-буф“), 1918
- Левый марш („Ляв марш“), 1919
- 150 000 000 („150 милиона“), 1920
- Люблю („Обичам“), 1922
- Про это („Относно това“), 1923
- Лирика, 1923
- Владимир Ильич Ленин, 1924
- Париж, 1924-25

- Собранные сочинения, 1925 (4 тома)
- Как делать стихи? („Как се правят стихове?“), 1926
- Мое открытие Америки („Моето откриване на Америка“), 1926
- Хорошо! („Добре!“), 1927
- Конь-огонь („Кон-огън“), 1928
- Клоп („Дървеница“), 1929
- Баня, 1930
- Во весь голось („С пълен глас“), 1930

### На български
- Стихове. Превод Богомил Райнов. София: Иван Коюмджиев, 1945, 62 с.
- Избрани стихове. Превод Христо Радевски и Богомил Райнов. София: БРП, 1946, 106 с.
- Избрани произведения. София: Народна култура, 1959, 108 с.
- ...Леви, леви, леви.... Превод Иван Добрев, Христо Радевски, Богомил Райнов, Васил Колевски и др. София: БКП, 1967, 91 с.
- Избрани стихове. Подбор и превод Николай Антонов. София: Народна култура, 1972, 424 с.
- Чиста вяра. София: Народна култура (библиотека „Световни поети“), 1986, 299 с.
- Тринайсетият апостол. Превод Стефан Цанев. София: Захарий Стоянов, 2002, 96 с. (ISBN 954-739-290-5)